# Huliaipole
Huliaipole (en ucraïnès Гуляйполе) és una vila de la província de Zaporíjia, a Ucraïna. El 2021 tenia 13.070 habitants.